# Loli
Loli is een bestuurslaag in het regentschap Timor Tengah Selatan van de provincie Oost-Nusa Tenggara, Indonesië. Loli telt 1406 inwoners (volkstelling 2010).